# Brian Said
Brian Said (La Valletta, 15 maggio 1973) è un ex calciatore maltese, di ruolo difensore.